# 雪鐵龍DS3

DS3，又稱作雪鐵龍DS3，是一台超級迷你車，由法國汽車製造商雪鐵龍在2009年開始製造生產並在2010年1月上市。這是雪鐵龍將DS品牌（法語發音：déesse，意思為女神）從雪鐵龍品牌中獨立出來的第一款車型。DS3量產的車型十分接近原先雪鐵龍所公布的DS概念車的樣貌。雖然DS品牌是想讓20世紀中期，被譽為經典的雪鐵龍DS車系再度復活，但DS3不打算承襲原先DS車種的樣貌及特質。
DS3曾經被英國汽車雜誌Top Gear Magazine評為2010年年度風雲車，並且在英國的JP Power滿意度調查中也蟬聯四次冠軍的的超迷你車。2013年，在歐洲高檔迷你車銷量中佔全體的40%, 再一次成為歐洲最暢銷的高檔迷你車種。

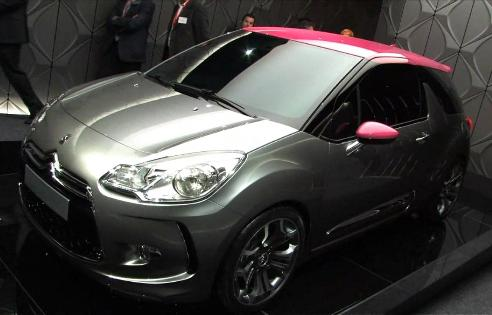
DS概念車